# 泰寧衛
泰寧衛とは、14世紀から16世紀にかけてモンゴリア東南部で活動した遊牧部族で、朶顔衛・福余衛とともにウリヤンハイ三衛を構成した。モンゴル側からは「王(ong)の部衆」を意味するオンリュート(Ongliγud)と呼ばれており、テムゲ・オッチギンを始祖とするオッチギン・ウルスの後裔であった。
元末明初期には三衛の代表的存在であったが、後にその座を朶顔衛に取って代わられた。ダヤン・ハーンによるモンゴリア再統一後、ハルハ部などに吸収・解体された。

## 名称
泰寧の名称は大元ウルス時代の泰寧路泰寧県に由来するものであると推測されている。泰寧路は遼金時代の泰州であり、洮児河流域にあった。
モンゴル側からはオンリュートと呼ばれていたが、これは「王(ong)の部衆」を意味し、東方三王家の末裔に対する呼称であった。現代のオンニュド旗も同一の語源から転訛した名称である。